# Avec le temps Dalida
Avec le temps Dalida è un home video del 2008 diretto da Pino Ammendola e distribuito dalla Compagnia Nuove Indye.
Il film riproduce in versione life l'opera teatrale Avec le temps Dalida sulla vita della cantante Dalida. Scritto e diretto da Pino Ammendola ed interpretato da Maria Letizia Gorga, è stato il primo spettacolo italiano a ricordare l'artista nata al Cairo da genitori italiani e naturalizzata francese.
La pièce, che ha debuttato nel 2003, ha superato le 600 repliche in Italia ed è stata rappresentata in Francia, Svizzera, Serbia e Tunisia.